# مگس‌گیرهای دم‌سرخ
مگس‌گیرهای دم‌سرخ (نام علمی: Erythrocercus) نام یک سرده از تیره مگس‌گیر شهریار است.